# Операция Unifier на Украине
Операция «Unifier (Объединитель)», также известная как Объединенная оперативная группа Вооруженных сил Канады на Украине, является вкладом Вооруженных сил Канады в обеспечение безопасности Украины в координации с Вооруженными силами Украины. В группу также входит небольшой шведский контингент. Операция была начата в 2015 году по просьбе правительства Украины.

## Характеристика
Операция является частью работы Многонациональной объединенной комиссии ряда западных стран — более крупного органа, в состав которого входят США, Великобритания, Канада, Швеция, Польша, Литва и Дания, целью которого является реформирование вооруженных сил Украины. Первые канадские военнослужащие, принявшие участие в операции, прибыли из 1-го батальона Королевского канадского полка. Канадский вклад в обучение обеспечивался примерно 200 канадскими военнослужащими, которые менялись каждые 6 месяцев, а в январе 2022 года их число увеличилось до 260.
Предполагалось, что число участников операции может достичь 400 человек.
По состоянию на 31 января 2022 года было проведено 726 учебных курсов, через которые прошли более 33 346 украинских военнослужащих, в том числе 1 951 бойцов Национальной гвардии Украины, что говорит о росте интенсивности обучения, так как на 2018 год было проведено 230 курсов и их прошло около 10 тысяч украинцев. Таким образом, в 2015-2018 годах канадцы тренировали в среднем 2500 человек в год и проводили около 60 курсов, а в 2019-2021 годах - в среднем почти 6 тысяч человек в год  на 125 курсах. Подполковник Мелани Лейк, работавшая в миссии на Украине в 2021 году в рамках одиннадцатой ротации, рассказала, что в задачу операции входили тренировки с оружием (снайперская подготовка, тренировки артиллеристов), инженерно-сапёрная подготовка, работа военной полиции и, наконец, тактически-стратегическое обучение.
С 2018 года к операции присоединился также небольшой шведский контингент: в декабре 2021 года трое шведских офицеров работали на Украине в рамках операции «Объединитель».

## История
10 января 2015 года морским путем в порт Одессы прибыла первая партия нелетального военного имущества для Украины.
14 апреля 2015 года Канада объявила о развертывании оперативной группы Вооружённых сил Канады в рамках операции «Unifier», направив для этого почти 200 канадских военнослужащих, которые были размещены на Украине до 31 марта 2017 года. Военно-учебная миссия официально началась 14 сентября 2015 года в Международном центре безопасности и поддержания мира в Старичах и Центре разминирования Минобороны Украины в Каменце-Подольском. Назначенный накануне министром национальной обороны Канады Джейсон Кенни объявил, что канадские военнослужащие будут инструктировать украинские силы в рамках операции UNIFIER за безвозмездный дар в размере 700 миллионов долларов. Всего за годы операции Канада предоставила Украине помощь в размере 826 млн. канадских долларов (свыше 705 млн. долларов США).
28 ноября 2014 года Канада осуществила первую авиадоставку нелетального военного снаряжения на Украину. Эта отправка в основном включала теплозащитную одежду и была доставлена в международный аэропорт Борисполь Королевскими военно-воздушными силами Канады (RCAF).
В январе 2015 года Украина получила два груза нелетального вооружения морским транспортом, а в ноябре поставила груз для взрывоопасных материалов на сумму 3 млн долларов.
14 апреля 2015 года Канадское правительство объявило, что отправит 200 военнослужащих на Украину сроком до 31 марта 2017 года.
23 ноября 2015 года состоялся военный парад Канады, Литвы, Украины, Соединённого Королевства и США в ознаменование открытия штаб-квартиры Объединённой многонациональной тренинговой группы в Старичах.
8 декабря 2015 года министр национальной обороны Канады Харджит Саджан сообщил, что его страна подписала соглашение с Украиной о совместных военных учениях и усилении украинского военного потенциала.
6 марта 2017 г. правительство Канады объявило о продлении операции «Объединитель» до конца марта 2019 г..
18 мая 2018 года Департамент национальной обороны и Вооружённые силы Канады подписали техническое соглашение с Министерством внутренних дел Украины.
18 марта 2019 г. правительство Канады объявило о продлении операции «Объединитель» до конца марта 2022 г..
В сентябре 2020 года к операции подключился персонал командования Канадских сил специальных операций  (Canadian Special Operations Forces, CANSOFCOM), дабы оказать поддержку  в развитии тренинговых программ и увеличения их емкости.
В мае 2021 года силы объединённой операции переехали в новую штаб-квартиру в Киеве из Международного центра мира и безопасности в Яворове.
26 января 2022 г. правительство Канады объявило о продлении операции «Объединитель» до конца марта 2025 г. и увеличило численность направляемого на Украину контингента ещё на 60 человек.
12 февраля 2022 года Вооружённые силы Канады объявили, что операция будет временно приостановлена из-за российско-украинского кризиса 2021—2022 годов, при этом большая часть задействованных подразделений будет переправлена в Польшу. Канада заверила Украину, что вывод её военнослужащих носит временный характер. Шведский контингент также был выведен в это время.
18 марта 2022 года все командированные для участия в операции канадские военнослужащие вернулись на родину.

## Миссия
По словам лоббистов Канадской ассоциации НАТО, более широкая миссия операции «Объединитель» включает:
- Помощь в развитии региона;
- Обеспечение безопасности;
- Поддержание демократии;
- Предоставление гуманитарной помощи;
- Содействие экономической стабильности и росту.

С сентября 2015 года канадские инструкторы развивали программу по утилизации самодельных взрывных устройств (Improvised Explosive Device Disposal, IEDD), завершившуюся 20 августа 2018 года её передачей в полное распоряжение ВСУ, которые получили пятиуровневую систему инженерно-сапёрной подготовки и работы со специальным оборудованием. «Разработка новых подходов и внесение изменений в структуру и проведение военной подготовки по Украине — непростая задача. Но прогресс есть, и Вооруженные силы Украины предпринимают конкретные шаги к совместимости с НАТО», - отметил на церемонии в Каменец-Подольском глава канадской оперативной группы подполковник Фрейзер Олд..
В рамках операции канадские инструкторы также продвигали в украинских вооруженных силах идеи гендерного равенства и разнообразия. «Наше многообразие, гендерные перспективы и анализ GBA + (gender-based analysis) очень помогли нам в проведении программ обучения и наращивания потенциала здесь, на Украине, а также позволили нам эффективно поддерживать стремление Украины к достижению оперативной совместимости с НАТО, что включает в себя интеграцию гендерных аспектов в операции», — считает координатор программы и координатор Бюро связи НАТО на Украине, капитан Элен Гуменны.

## Участие в подготовке бойцов батальона «Азов»
8 ноября 2021 года издание Ottawa Citizen сообщило, что канадские военные обучают и сотрудничают с неонацистскими группами, действующими в Вооруженных силах Украины и Национальной гвардии, с ведома и молчаливого одобрения сменявших друг друга правительств страны. Представители министерства обороны Канады пытались скрыть состоявшуюся в 2018 году  встречу между группой канадских «офицеров и дипломатов» и бойцами батальона «Азов» — откровенно фашистской группировки, члены которой были внедрены в состав Национальной гвардии Украины. Полностью проинформированные в 2017 году о нацистской идеологии «Азова», канадские официальные лица были обеспокоены только тем, чтобы сохранить встречу в секрете, однако это было разоблачено, когда «Азов» похвастался своим визитом в социальных сетях. Затем сообщение о тренировках бойцов силами канадских инструкторов было опубликовано в аккаунте  Учебного центра Национальной гвардии Украины  в Facebook 3 ноября 2021 года.
«Это разрушительное разоблачение появилось в неподходящее время для правящей элиты Канады, которая в настоящее время рассматривает возможность расширения своего военного присутствия на Украине в рамках масштабной координируемой НАТО кампании наращивания сил против России. Сообщается, что либеральное правительство Трюдо рассматривает возможность отправки военного корабля в Чёрное море, переброски на Украину истребителей CF-18,  в настоящее время дислоцированных в Румынии, и расширения нынешнего контингента Вооружённых сил  на Украине, до сих пор насчитывавшего 200 человек, - указывал автор заметки Джеймс Клейтон. - Это показывает, насколько державы НАТО готовы сотрудничать с самыми реакционными политическими силами в их агрессивном наращивании военной мощи против России. Возглавляемое США военно-стратегическое наступление против России, в ходе которого силы НАТО были развернуты вдоль большей части западных границ России, направлено на подчинение Украины и других бывших советских республик западному господству и открытие самой России для эксплуатации империалистами в неоколониальном стиле».
Эта информация снова начала обсуждаться в апреле 2022 года, когда Радио Канада опубликовало фотографии, подтверждающие участие украинских военных из неонацистского батальона «Азов» в учебных программах, организованных  канадскими военными для Вооруженных сил Украины в рамках операции UNIFIER. Власти Канады неоднократно уверяли, что страна не оказывает поддержку неонацистской группировке.
В последующем комментарии Ottawa Citizen участие Канады в подготовке бойцов «Азов» в ноябре 2020 года было расценено как провал, на что Вооруженные силы Канады заявили, что не обязаны быть полностью уверены в прошлом солдат, которых они обучали на Украине, хотя как минимум один из них открыто носил  эмблему нацистского подразделения СС времен Второй мировой войны. Исследователь Холокоста Эфраим Зурофф из Центра Симона Визенталя в Израиле заявил, что Канада не смогла должным образом контролировать свою собственную программу военной подготовки. «Правительство Канады не проявило должной осмотрительности, — сказал он. — Министерство обороны Канады обязано точно знать, кого они обучают».

## Командиры
- Подполковник Фрейзер Олд (2018)[15].
- Подполковник Джеффри Труп (октябрь 2019 г. — 28 апреля 2020 г.)[19].
- Подполковник Райан Симпсон (28 апреля 2020 г.-)[20].
- Подполковник Сара Хир (с 6 октября 2020 г.)[21].

## Реакция украинской диаспоры
Представители украинской диаспоры в Канаде положительно оценили вклад правительства Канады в реформирование украинской армии. В Торонто, Эдмонтоне и Виннипеге был проведен ряд благодарственных мероприятий для бойцов Вооружённых сил Канады, участвовавших в операции «Unifier». 1 июля 2018 года Оркестр Церемониальной гвардии исполнил украинский военный марш, известный как «Щоб шаблі не брали, щоб кулі минали» перед представителями украинской диаспоры во время ежедневной церемонии смены караула на Парламентском холме в знак поддержки операции на Украине.